# Astomaspis rustica
Astomaspis rustica är en stekelart som beskrevs av Henry Keith Townes, Jr. 1973. Astomaspis rustica ingår i släktet Astomaspis och familjen brokparasitsteklar. Inga underarter finns listade.